# Friedrich von Spee
Friedrich Stephan Maria Hubertus Benediktus Graf von Spee (* 12. Februar 1882 auf Burg Untermaubach; † 11. Dezember 1959 in Düren) war von 1920 bis 1945 Landrat des Restkreises Merzig-Wadern.

## Leben

### Herkunft
Der unverheiratet gebliebene Friedrich Graf von Spee war der jüngere Bruder des langjährigen Landrats des Kreises Schleiden, Josef Graf von Spee, und entstammte damit wie dieser dem Geschlecht von Spee, das dem Uradel des Erzbistums Köln angehört. Ihr Vater war der Düsseldorfer Landrat Wilderich Graf von Spee, seine Mutter Antonia, geborene Freiin von Mirbach-Harff, eine Tochter des Richard Freiherr von Vorst-Gudenau. Von Vorst-Gudenau hatte nach dem Tod seines ohne leibliche Nachkommen im Jahr 1849 gestorbenen Onkels Johann Wilhelm Freiherr von Mirbach-Harff dessen Fideikommiss geerbt und nahm mit allerhöchster Bestätigung vom 31. Mai 1850 auch dessen Namen, Titel und Wappen an.

### Werdegang
Zunächst von Hauslehrern unterrichtet, besuchte Friedrich von Spee in der Folge die von Johann Wilhelm von Mirbach-Harff mitbegründete Rheinische Ritterakademie in Bedburg, die er mit Ablegung der Reifeprüfung im Frühjahr 1903 verließ. Den Militärdienst als Einjährig-Freiwilliger bei dem Garde-Schützen-Bataillon in Groß-Lichterfelde bei Berlin ableistend (1903/1904), studierte Friedrich Graf von Spee von 1903 bis 1907 in Freiburg, Berlin, Bonn und Münster Rechtswissenschaften. Im Weiteren erhielt von Spee am 7. September 1908 die Ernennung zum Gerichtsreferendar und am 21. September 1913 als Gerichtsassessor am Amtsgericht Düsseldorf. Bei Beginn des Ersten Weltkriegs legte er am 4. August 1914 noch die Große Staatsprüfung ab. Danach meldete er sich sogleich zum Kriegsdienst, kam als Offizier an die Westfront und geriet bereits im September 1914 in englische Kriegsgefangenschaft. Im Zuge eines Gefangenenaustauschs gelangte von Spee im Januar 1918 in die Niederlande und fand bis zum Dezember 1918 Beschäftigung bei der dortigen deutschen Gesandtschaft. Bei seiner Rückkehr nach Deutschland wurde er ausbildungshalber an die Kommunalverwaltung der Bürgermeisterei Kreuzau überwiesen, in deren Bereich auch sein Geburtsort Untermaubach liegt.

### Wirken als Landrat
Nachdem als Folge des Friedensvertrag von Versailles das Saargebiet von 1920 bis 1935 vom Deutschen Reich abgeteilt worden war, verblieb nur ein Teil des vormaligen Landkreis Merzig-Wadern beim Deutschen Reich. Dieser sogenannte Restkreis Merzig-Wadern wurde Friedrich Graf von Spee zur Verwaltung übergeben. Zunächst zum 1. März 1920 nur vertretungsweise eingesetzt, erhielt er in Wadern die Ernennung als Regierungsassessor (19. August 1920) und am 23. Dezember 1921 zum Regierungsrat, ehe ihm im Juni 1923 die Stelle als Kreisverwalter (Landrat) auch kommissarisch übertragen wurde. Die definitive Ernennung erging am 16. Juli 1923. Seitens der Interalliierten Rheinlandkommission in den Jahren 1923 und 1924 ausgewiesen, blieb Friedrich Graf von Spee bis zu seiner Entlassung im Jahr 1945 Landrat des Restkreises.